# 1398

## Události
- počátek války mezi moravskými markraběty Joštem a Prokopem

## Narození
Česko
- ? – Menhart z Hradce, nejvyšší pražský purkrabí († 3. únor 1449)

Svět
- 25. února – Süan-te, čínský císař († 1435)
- 19. srpna – Iñigo Lopez de Mendoza, kastilský básník a šlechtic († 1458)
- ? – Giuliano Cesarini, italský duchovní, kardinál a papežský diplomat, který přivedl do Čech čtvrtou křížovou výpravu proti husitům († 1444)
- ? – Jü Čchien, čínský státník († 1457)

## Úmrtí
- 6. ledna – Ruprecht II. Falcký, falcký kurfiřt (* 1325)
- 30. března – Ču Kang, čínský princ a vojevůdce (* 18. prosince 1358)
- 24. června – Chung-wu, zakladatel a první císař čínské dynastie Ming (* 1328)
- 5. října – Blanka Navarrská, francouzská královna jako manželka Filipa VI. (* 1330/1335)
- 6. října – Vuk Branković, srbský kníže Rašky (Kosovo) (* ?)
- Jindřich VII. Lehnický, biskup ladislavský a cambrajský, děkan vladislavské katedrály (* ?)
- Jindřich III. z Hradce, český šlechtic z jihočeského rodu pánů z Hradce (* ?)

## Hlava státu
- České království – Václav IV.
- Moravské markrabství – Jošt Moravský
- Svatá říše římská – Václav IV.
- Papež – Bonifác IX. a Benedikt XIII. (vzdoropapež)
- Anglické království – Richard II.
- Francouzské království – Karel VI. Šílený
- Polské království – Hedvika z Anjou a Vladislav II. Jagello
- Uherské království – Zikmund Lucemburský
- Litevské knížectví – Vladislav II. Jagello
- Byzantská říše – Manuel II. Palaiologos